# Massagepistol
En massagepistol är en produkt framställd för att lindra värk i muskler, ofta i from av träningsvärk eller för att värma upp musklerna inför en övning.
Dessa har olika motorstyrkor och hastigheter som mäts i Watt respektive RPM.
Forskning på området är begränsat men en studie visade att användning av massagepistoler på  vader verkar hjälpa muskelns rörelseomfång (ROM) men inga resultat syntes på Maximal frivillig kontraktion (MVC)
Även om det inte finns dokumenterade hälsorisker med användning av massagepistoler bör användaren reglera tryck och hastighet för att undvika skada på muskler och vävnad.